# Buková (kraj pilzneński)
Buková – gmina w Czechach, w powiecie Pilzno Południe, w kraju pilzneńskim. Według danych z dnia 1 stycznia 2013 liczyła 228 mieszkańców.